# Lin Biao
Lin Biao, prawdziwe imię i nazwisko: Lin Yurong (林育蓉) (ur. 5 grudnia 1907, zm. 13 września 1971) – chiński polityk i wojskowy. Jeden z najbliższych współpracowników Mao Zedonga, w 1969 roku oficjalnie wyznaczony na jego następcę. Miał zginąć w katastrofie lotniczej nad Mongolią, po rzekomym spisku na życie Mao.

## Życiorys

### Jako rewolucjonista i wojskowy

#### Młodość
Urodził się jako Lin Yurong w Huanggang w prowincji Hubei w średnio zamożnej rodzinie urzędniczej lub kupieckiej. Jego ojciec był właścicielem małego zakładu produkcyjnego który musiał następnie zamknąć ze względu na wysokie podatki nałożone przez lokalnych watażków wojskowych i rozpocząć pracę ochmistrza na parowcu. Lin rozpoczął edukację w roku 1917 gdy ojciec posłał go do szkoły podstawowej. W 1919 roku przeniósł się do Szanghaju gdzie kontynuował naukę. Jako nastolatek był bardziej zainteresowany udziałem w ruchach politycznych aniżeli zdobyciem formalnej edukacji. Jeszcze zanim ukończył szkołę średnią, w 1925 roku dołączył do Ligi Młodzieży Komunistycznej będącej organizacją młodzieżowej Komunistycznej Partii Chin. W 1925 roku wziął udział w działaniach antyimperialistycznego Ruchu 30 Maja i rozpoczął naukę w nowo utworzonej Akademię Wojskowej Whampoa w Kantonie.

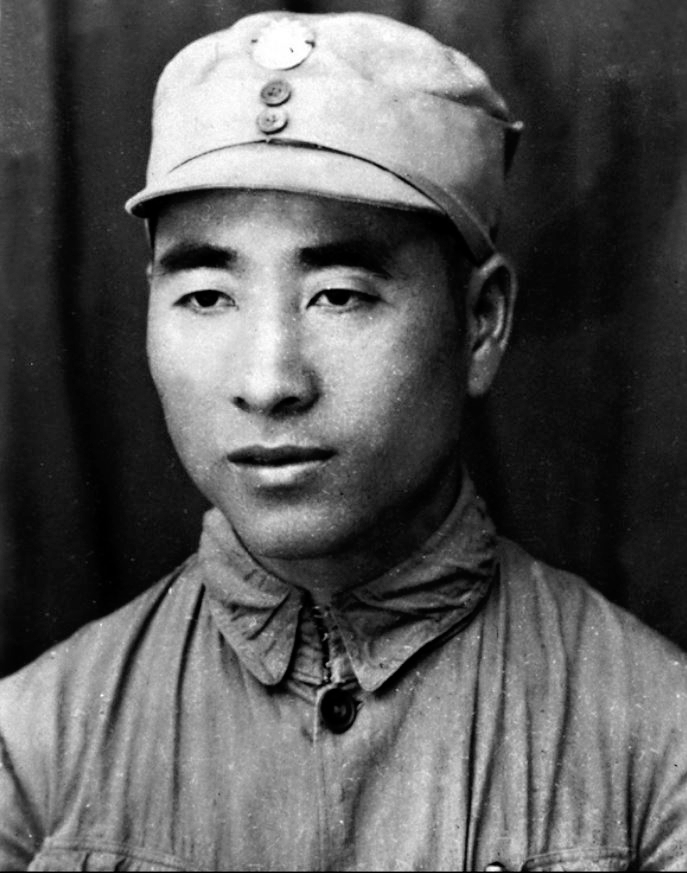
Jako żołnierz sił Kuomintangu

Jako młody kadet zainteresował się osobą Czang Kaj-szeka który był ówczesnym dyrektorem Akademii. W Akademii studiował również Zhou Enlai, który był jednak o osiem lat starszy od Lina i to właśnie przez różnice wiekowe przyszli komunistyczni liderzy nie utrzymywali ze sobą kontaktów. Obaj działacze spotkali się ponownie dopiero w Yan’an pod koniec lat 30., niemniej jednak ich relacje nigdy nie były szczególnie bliskie ale też rzadko kiedy konfliktowe. Po ukończeniu Akademii w 1926 roku, Lin został przydzielony do pułku pod dowództwem Ye Tinga a rok później wziął udział w ekspedycji północnej pełniąc w jej trakcie funkcje oficerskie w armii Kuomintangu.  W 1927 roku wstąpił do Komunistycznej Partii Chin. W tym samym roku został awansowany do stopnia pułkownika. W tym czasie jego rodzice zaaranżowali małżeństwo Lina z dziewczyną o nazwisku Ong. Lin nie kochał dziewczyny i w praktyce został zmuszony do zawarcia małżeństwa. Związek ostatecznie rozpadł się po tym gdy Lin opuścił Kuomintang po to by zostać komunistycznym rewolucjonistą.

#### Chińska wojna domowa
Po rozłamie między Kuomintangiem a KPCh, Ye Ting będący przełożonym Lina opowiedział się po stronie komunistów i wraz z He Longiem uczestniczył w powstaniu w Nanchangu w sierpniu 1927 roku. W trakcie kampanii nawiązał współpracę z Chenem Yi. Po upadku komunistycznego powstania wycofał się wraz z innymi komunistycznymi działaczami na obszary kontrolowane przez Mao Zedonga i Zhu De. Po dotarciu na miejsce stał się jednym z najbliższych współpracowników Mao i najważniejszym obok Zhu De dowódcą chińskiej Armii Czerwonej. Lin w trakcie kryzysu wewnątrzpartyjnego z 1932 roku potępił 28 bolszewików i opowiedział się za strategią maoizmu, krytykując przy tym przeciwników Mao. Oddziały dowodzone przez Lina były najlepiej wyposażonymi i najlepiej wyszkolonymi siłami Armii Czerwonej. W czasie walk z Kuomintangiem na początku lat 30. propagował partyzancką taktykę „krótkich, szybkich ciosów” oraz odrzucał taktykę proponowaną przez Otto Brauna i Międzynarodówkę Komunistyczną.
Brał udział w Długim Marszu. W trakcie jego trwania zaczął być coraz bardziej sceptycznie nastawiony do osoby Mao jednak publicznie nadal go popierał. Według różnych źródeł prywatne relacje między nim a Mao były bliskie lub też lekceważące ze strony Lina. W połowie lat 30. został dyrektorem wojskowego Uniwersytetu Antyjapońskiego a w 1937 roku poślubił Liu Ximin.

#### Wojna chińsko-japońska i kampania mandżurska
Brał udział w wojnie chińsko-japońskiej, w czasie której dowodził m.in. w zwycięskiej bitwie pod Pingxingguan. Ranny w bitwie w 1939 roku wysłany na leczenie do Moskwy, gdzie przebywał do 1942 roku. W trakcie pobytu w Moskwie działał w Międzynarodówce Komunistycznej. Jego związek z żoną nie okazał się trwały i małżonkowie rozstali się. Lin sam powrócił do Chin a jego żona pozostała w Moskwie. Na krótko związał się z poznaną w ZSRR adoptowaną córką Zhou Enlaia, Sun Weishi a następnie z Ye Qun którą poślubił. Po kapitulacji Japonii organizował komunistyczne siły zbrojne na obszarze Mandżurii, którymi dowodził po wybuchu wojny domowej z Kuomintangiem w 1946 roku, w znacznej mierze przyczyniając się do zwycięstwa komunistów. W czasie kampanii Liao-Shen (IX-XI 1948) dowodząc IV Armią Polową zdobył Jingzhou i Mukden. W kampanii Ping-Jin (XII 1948-I 1949) współdziałając z Nie Rongzhenem zdobył Tianjin i Pekin. Następnie przechodząc wraz z armią całe środkowe i południowe Chiny wyparł ostatecznie siły KMT z Hajnanu na początku 1950 roku.

### W Chińskiej Republice Ludowej
Po zwycięskiej kampanii w wojnie domowej Lin przez kilka lat nie pojawiał się publicznie, przypuszczalnie z powodu choroby. Od 1955 członek Biura Politycznego KPCh, w tym samym roku mianowany najmłodszym marszałkiem ChRL. W 1958 roku wraz z Mao rozpoczął kampanię skierowaną przeciwko Peng Dehuaiowi który opowiedział się za zwiększeniem współpracy wojskowej z ZSRR (podczas gdy Mao i Lin byli przeciwnikami zbliżenia ze Związkiem Radzieckim). W 1959 po zdymisjonowaniu Peng Dehuaia, mimo początkowych obiekcji objął stanowisko ministra obrony. W tym samym czasie poparł maoistowską politykę Wielkiego skoku naprzód. Poparł rozłam radziecko-chiński usuwając z armii zwolenników współpracy z ZSRR. W ramach maoizacji armii zlikwidował przywileje wynikające z wysokich rang i zwiększył rolę komisarzy politycznych doprowadzając do upolitycznienia sił zbrojnych. Żona Lina, Ye Qun wykorzystując słaby stan zdrowotny męża często wykorzystywała jego urzędy do realizacji własnych interesów politycznych.
Był jednym z czołowych architektów rewolucji kulturalnej. Napisał przedmowę do słynnej „Czerwonej książeczki”. W sierpniu 1966 roku wybrany na wiceprzewodniczącego partii. Na IX Zjeździe KPCh w kwietniu 1969 przyjęto nowy statut partii, w którym Lin Biao został określony jako „najbliższy towarzysz broni” Mao Zedonga i jego oficjalny następca. Pod koniec lat 60. opowiedział się przeciwko proponowanemu przez Zhou Enalaia zbliżeniu do Stanów Zjednoczonych oraz był odpowiedzialny za eskalację konfliktu z ZSRR który przyczynił się do konfliktu nad Ussuri.
Relacje między nim a Mao pogorszył się w 1970 roku gdy wpływy Lina w partii uczyniły go drugim człowiekiem w państwie. Lin wykorzystywał wojsko do osiągnięcia coraz większych wpływów politycznych obsadzając aż 45% Komitetu Centralnego partii przedstawicielami podlegającej mu armii.

## Zagadkowa śmierć
13 września 1971 roku podano oficjalną wiadomość, że Lin Biao zginął wraz z rodziną w katastrofie lotniczej nad Öndörchaan w Mongolii, próbując uciec do ZSRR po nieudanej próbie przewrotu wojskowego.
Okoliczności śmierci Lina są do dziś zagadkowe. Nie wiadomo, czy w istocie była jakakolwiek próba przewrotu, gdyż jego oficjalna wersja przedstawiona podczas procesu bandy czworga przez rzekomych spiskowców jest pełna nieścisłości, wręcz komizmu i nie mogła gwarantować powodzenia. Ambasador ChRL w Mongolii zaświadczył, że widział ciało Lina, zaś według Rosjan nie było go wśród ofiar katastrofy. Obie strony twierdziły również, że ciała były mocno zwęglone, co utrudniało identyfikację. Nie wiadomo także dlaczego Lin, jeden z najzagorzalszych wrogów „radzieckiego rewizjonizmu” w KPCh, miałby uciekać do ZSRR.
Pojawiły się też hipotezy, że śmierć Lina mogła być zaplanowaną akcją. Według niektórych z nich, ewentualny rozkaz zabicia Lina wydał sam Mao, obawiający się swojego następcy. Przypuszczano także, że za zamachem na Lin Biao mógł stać nawet Zhou Enlai, jako że Lin był przeciwny planowanej normalizacji stosunków z USA.
Po 1976 i śmierci Mao Zedonga przez kilka dziesięcioleci postać Lin Biao była cenzurowana w Chinach. Dopiero w ostatnich latach sytuacja ta uległa lekkiej zmianie. Nazwisko wojskowego pojawiło się ponownie w chińskich podręcznikach historii, uznając jego wkład w zwycięstwo w wojnie domowej. We współczesnych Chinach Lin jest uważany za jednego z najlepszych strategów Chińskiej Armii Ludowo-Wyzwoleńczej. W 2007 duży portret Lina został dodany do Chińskiego Muzeum Wojskowego w Pekinie, gdzie umieszczono go na wystawie „dziesięciu marszałków”, grupy osób uważanych za założycieli chińskich sił zbrojnych.

## Ciekawostka
Lin Biao był przeczulony na punkcie swojego wyglądu, uporczywie starając się ukryć fakt iż jest łysy. Nie pokazywał się nigdy publicznie bez czapki, nie upowszechniano też żadnych jego wizerunków bez nakrycia głowy.